# Letse euromunten
Letland is sinds 1 mei 2004 lid van de Europese Unie en is lid van de Economische en Monetaire Unie en heeft op 1 januari 2014 de euro ingevoerd. Voordien gebruikte het land de eigen valuta, de Letse lats. De omrekenkoers was 1 euro voor 0,702804 lati.
Op 5 maart 2013 werd de procedure op gang gezet voor toetreding tot de muntunie, Letland trad op 1 januari 2014 toe tot de euro.

## Ontwerp
De ontwerpen voor de nationale zijde zijn bekendgemaakt in juni 2006 door de Centrale Bank van Letland. Op de munten staan:
| 0,01 €                                                 | 0,02 € | 0,05 €                  |
| ------------------------------------------------------ | ------ | ----------------------- |
|                                                        |        |                         |
| Het kleine landswapen van Letland                      |        |                         |
| 0,10 €                                                 | 0,20 € | 0,50 €                  |
|                                                        |        |                         |
| Het grote landswapenwapenschild van Letland            |        |                         |
| 1,00 €                                                 | 2,00 € | Rand van €2 munten      |
|                                                        |        | DIEVS * SVĒTĪ * LATVIJU |
| Letse maagd, zoals was afgebeeld op de munt van 5 lats |        |                         |

## Herdenkingsmunten van € 2
Letland geeft in de periode van 2016 tot en met 2025 vijf nationale 2 euro herdenkingsmunten uit met de historische en culturele regio's als thema. 
- Herdenkingsmunt van 2014: Riga, culturele hoofdstad van Europa 2014
- Herdenkingsmunt van 2015: Voorzitterschap Europese Unie
- Herdenkingsmunt van 2015: Bescherming van de Ooievaar
- Herdenkingsmunt van 2015: Gemeenschappelijke uitgifte naar aanleiding van het 30-jarig bestaan van de Europese vlag
- Herdenkingsmunt van 2016: Landbouw in Letland
- Herdenkingsmunt van 2016: Midden-Lijfland
- Herdenkingsmunt van 2017: Koerland
- Herdenkingsmunt van 2017: Letgallen
- Herdenkingsmunt van 2018: Gemeenschappelijke uitgifte met Estland en Litouwen naar aanleiding van de 100ste verjaardag van de oprichting van de onafhankelijke Baltische staten.
- Herdenkingsmunt van 2018: Semgallen
- Herdenkingsmunt van 2019: Opkomende zon - Het wapen van Letland
- Herdenkingsmunt van 2020: Letgaals keramiek
- Herdenkingsmunt van 2021: 100ste verjaardag van de internationale de-jure-erkenning van de Republiek Letland
- Herdenkingsmunt van 2022: Financiële geletterdheid, ter gelegenheid van de 100ste verjaardag van de oprichting van de Bank van Letland
- Herdenkingsmunt van 2022: Gemeenschappelijke uitgifte naar aanleiding van het 35-jarig bestaan van het ERASMUS-programma
- Herdenkingsmunt van 2023: Oekraïense zonnebloem
- Herdenkingsmunt van 2024: Himmeli (Puzuris)